# 1878 Hughes
1878 Hughes eller 1933 QC är en asteroid i huvudbältet som upptäcktes 18 augusti 1933 av den belgiske astronomen Eugène Joseph Delporte i Uccle. Det har fått sitt namn efter ett av upptäckarens barnbarnsbarn.
Asteroiden har en diameter på ungefär 11 kilometer och den tillhör asteroidgruppen Koronis.